# Football Club Rovereto
L'Associazione sportiva dilettantistica Rovereto, nota semplicemente come Rovereto, è una società calcistica italiana con sede a Rovereto (TN). Milita nel campionato di Eccellenza.

## Storia
Nel 1878 nacque l'Unione Ginnastica Roveretana, rifondata nel giugno del 1919 dal pittore ed ex atleta Diego Costa come Unione Sportiva Rovereto, una associazione di tipo polisportivo. Nel 1921 venne alla luce la sezione football.
Il Rovereto vinse la Promozione 1954-1955 e venne promossa nella IV Serie 1955-1956. Si classificò dodicesima nella IV Serie 1956-1957 e venne retrocessa nella IV Serie-Seconda Serie.
Dal 1958-1959 disputò la IV Serie fino alla promozione nel 1968-1969, dove raggiunse la Serie C e ci rimase fino al 1972-1973. Questo è stato il livello più alto raggiunto dalle zebrette.
Nel 1976-1977, dopo 3 stagioni in Serie D retrocedette in Promozione. Tornò nel massimo livello dilettantistico nel 1981-1982, da dove retrocedette nuovamente in Promozione.

Una formazione della stagione 1972-1973

La vinse nel 1983-1984 ma venne retrocessa nella stagione 1985-1986. Vinse nuovamente la Promozione nel 1987-1988.
Nell'Interregionale 1991-1992 terminò al quattordicesimo posto e venne retrocesso in Eccellenza che riuscì a subito vincere. Nel 1994-1995 si classificò ultima nel Campionato Nazionale Dilettanti. Nel 1997-1998 vinse l'Eccellenza e tornò in Serie D, ma venne retrocesso nel 1999. Vinse l'Eccellenza nel campionato 2000-2001 ma arrivò ultimo e tornò nuovamente in Eccellenza, dove venne retrocesso in Promozione che vinse subito.
Tornò in Eccellenza, ma nella stagione 2011-2012 retrocedette nuovamente in Promozione. L'anno del ritorno in Promozione venne concluso con un 12º posto. Al termine della stagione 2013-2014 retrocede per la prima volta nella sua storia nel campionato di Prima Categoria. Le zebrette vincono il campionato di Prima Categoria con 21 punti sulla seconda classificata, tornando per la stagione 2015-2016 in Promozione. Il campionato 2015-2016 per la squadra bianconera del duo Giovanazzi-Manica, per vari motivi, è troppo altalenante, ma nonostante tutto si conclude col 7º posto. Purtroppo a fine stagione a causa di problemi burocratici e finanziari, la squadra è fallita.
Il primo luglio 2016 nasce così la nuova società nominata F.C. Rovereto SCSD, che milita in Seconda Categoria trentina con la volontà di risalire nei campionati che gli competono.
Infatti, al primo anno di attività della nuova società, i bianconeri centrano (con tre giornate di anticipo) sia la promozione in Prima Categoria, sia la Coppa Provincia di categoria, realizzando un "double".
Anche nella stagione 2017-2018 i bianconeri centrano il loro obiettivo e vincono il campionato di Prima Categoria con una giornata di anticipo da imbattuti, vantando anche i titoli di miglior attacco e miglior difesa, ottenendo così la seconda promozione consecutiva e di conseguenza l'accesso al campionato di Promozione.
Nella stagione successiva conclude il campionato al 7° posto, mentre le due stagioni seguenti a causa del Covid 19 il campionato è stato sospeso prima della sua conclusione.
Il ritorno in Eccellenza avviene al termine della stagione 2021-2022 grazie alla vittoria del campionato nel Girone di Promozione Trentina.
Dopo tre stagione dove la squadra e la società confermano, con discreti risultati, la permanenza nella categoria, a Giugno 2025, grazie alla collaborazione con la Virtus Rovere, nasce l'ASD Rovereto.

## Palmarès

### Competizioni interregionali
- Serie D: 1

1968-1969 (girone C)

### Competizioni regionali
- Eccellenza: 3

1992-1993, 1997-1998, 2000-2001
- Promozione: 6

1949-1950 (girone B), 1954-1955, 1983-1984, 1987-1988, 2003-2004 (girone Trento), 2021-2022 (girone Trento)
- Prima Categoria: 1

2014-2015
- Seconda Categoria: 1

2016-2017
- Coppa Italia Dilettanti Trentino-Alto Adige: 1

2006-2007

### Altri piazzamenti
- Serie D:

Secondo posto: 1967-1968 (girone C)
Terzo posto: 1961-1962 (girone C), 1962-1963 (girone B)
- Campionato Interregionale:

Terzo posto: 1989-1990 (girone C), 1990-1991 (girone D)
- Promozione:

Secondo posto: 1979-1980, 1980-1981, 1986-1987
Terzo posto: 1953-1954
- Prima Divisione:

Terzo posto: 1942-1943